# اچ‌دی ۱۲۲۴۳۰
اچ‌دی ۱۲۲۴۳۰ یک ستاره است که در صورت فلکی مار باریک قرار دارد.